# Let Me In Your Heart Again
«Let Me in Your Heart Again» — пісня британського рок-гурту «Queen». Її написав соло-гітарист гурту Браян Мей. Пісня спочатку була призначена для альбому «The Works», але не була завершена до 2014 року, коли вона вийшла для збірки «Queen Forever».

## Історія
Пісню «Let Me In Your Heart Again» написав Браян Мей і спочатку її записали уЛос-Анджелесі 1983 року. На радіо-шоу «Сніданок Кріса Еванса» у вересні 2014 року Мей повідомив, що гурт не зміг завершити трек, попри те, що кілька версій тексту були написані, щоб полегшити спів Мерк'юрі. Зрештою вони відмовилися від пісні.
Для збірки «Queen Forever» Мей з'єднав частини з кожної з існуючих версій «Queen», перш ніж він і Тейлор втілили музику. Отже, остаточна версія пісні містить дуже різні тексти з версії Аніти Добсон 1988 року.
"Я був дуже радий, що у нас було три нових треки ["Queen Forever"]…" — зауважив Роджер Тейлор. — «„Let Me In Your Heart Again“ — абсолютно типове „Queen“ середини періоду… коли я поставив оригінальну касету, вона була такою вражаюче реальною, як ніби була записана цього ранку. Я був дуже схвильований тим, як Фредді робив свою справу. Це як раптово наштовхнутися на записи твоїх батьків після їх смерті. А потім це перетворюється на щось досить радісне»

## Музичне відео
В музичних кліпах як для альбому, так і для реміксу Вілліама Орбіта є неопубліковані раніше кадри з туру «The Works Tour» в Брюсселі 1984 року, а також промо-відео «Who Wants to Live Forever», «A Kind of Magic», «I Want It All», «One Vision», «Play the Game», «Barcelona» і «Living on My Own». Альбомна версія і версія реміксу Вілліама Орбіта містяться на офіційній сторінці «Queen» на сайті YouTube.

## Версія Аніти Добсон
Цю версію записала дружина Мея Аніта Добсон (з Меєм на гітарі), для свого студійного альбому «Talking of Love» 1988 року. Повідомляється, що вона використовувала версію(ї) «Queen» для вокалу.

## Ремікс Вілліама Орбіта
Ремікс Вілліяма Орбіта вийшов в листопаді 2014 року як сингл у Великій Британії, щоб зібрати гроші для Глобального фонду боротьби зі СНІДом, туберкульозом та малярією (Product Red), ініціатива була заснована у 2006 році фронтменом гурту «U2» Боно з метою залучення приватного сектора до підвищення обізнаності і залучення коштів, щоб допомогти ліквідувати ВІЛ/СНІД в Африці. У цьому реміксі Вілліам Орбіт представлений на клавішних і у програмуванні.
Пісня посіла 102-гу позицію в британських чартах.

### Чарти
| Чарт (2014)                   | Позиція |
| ----------------------------- | ------- |
| US Hot Rock Songs (Billboard) | 47      |

## Учасники запису
- Фредді Мерк'юрі — головний і бек-вокали
- Браян Мей — акустична і електрична гітари, бек-вокали
- Роджер Тейлор — ударні, перкусія, бек-вокали
- Джон Дікон — бас-гітара
- Фред Мендел — піаніно

Додаткові музиканти у реміксі
- Вілліам Орбіт — клавішні і програмування (тільки ремікс)